# Piłka ręczna na Letnich Igrzyskach Olimpijskich 2016 – składy kobiet
Artykuł grupuje składy żeńskich reprezentacji narodowych w piłce ręcznej, które wystąpiły w żeńskim turnieju rozegranym w ramach Letnich Igrzysk Olimpijskich 2016 w Rio de Janeiro.

## Grupa A

### Angola
Źródło.

### Brazylia
Źródło.

### Czarnogóra
Źródło.

### Hiszpania
Źródło.

### Norwegia
Źródło.

### Rumunia
Źródło.

## Grupa B

### Argentyna
Źródło].

### Francja
Źródło.

### Holandia
Źródło.

### Korea Południowa
Źródło.

### Rosja
Źródło.

### Szwecja
Źródło.